# 永田正夫
永田 正夫(ながた まさお、1931年3月25日 - 2003年4月16日）は、日本の経営者。カネボウ社長を務めた。東京都出身。

## 経歴
1952年に慶應義塾大学経済学部を卒業し、同年に鐘紡に入社。1976年7月に取締役に就任し、1981年7月に常務、1984年7月に専務を経て、1989年6月に副社長に就任し、1992年5月には社長に昇格した。1994年6月に会長に就任し、1998年6月から名誉顧問を務めた。
2003年4月16日呼吸不全のために死去。72歳没。